# Basic Global English
Basic Global English (BGE) ist eine von Joachim Grzega im Jahr 2005 entwickelte Methode, Grundkenntnisse in Englisch zu erwerben.
Angewendet werden kann BGE im Selbststudium, als Lern- und Lehrmaterial für den Grundschulunterricht und als Lehr- und Lernmaterial für den Unterricht von Gruppen erwachsener Schüler.
Es handelt sich dabei um ein Englisch mit reduziertem Wortschatz, rudimentärer Grammatik und einer Reihe von Sprachkonventionen und häufigen Sprachfloskeln. Der Sprachschatz umfasst 750 allgemeine Wörter und eine Reihe von Internationalismen.
Ein weiteres Ziel des Basic Global English ist es, schnell globale, kommunikative Kompetenz zu erwerben.

## Ursprung
Joachim Grzega entwickelte Basic Global English im Jahre 2005. Es entspringt dem Konzept, Englisch als eine Art Lingua franca der heutigen Zeit zu betrachten. BGE wurde in Anlehnung an Charles Kay Ogdens Basic English konzipiert. BGE (Basic Global English) soll als Mittel zur Verständigung zwischen Menschen unterschiedlicher Muttersprachen dienen. 

## Struktur

### Grundvokabular
Basic Global English hat 20 Grammatikregeln und ein Grundvokabular von 750 Wörtern. Das Grundvokabular wurde nach morphologischen, semantischen und enzyklopädischen Prinzipien und nach Worthäufigkeiten ausgewählt. Zusätzlich soll der Schüler 250 Wörter aussuchen: 150 Wörter, die man braucht, um über sein Leben, seine Interessen, Freunde und Kultur zu reden, sowie 100 Wörter, um über eine Kultur reden zu können, die sie besonders interessiert. Dieser individuelle Wortschatz dient der Effizienz gegenüber Personen mit gleichem Erfahrungsschatz oder gleichem kulturellem Hintergrund. Für die Sprechpraxis werden auch Techniken der Wortbildung und des Paraphrasierens gelehrt.

### Aussprache und Grammatik
BGE integriert in der Aussprache und Grammatik die Erkenntnisse zu Englisch als Lingua franca. Daher werden mehrere Varianten für eine Variable akzeptiert.
Beispielsweise werden sowohl unregelmäßige Verbformen als auch regularisierte Verbformen akzeptiert (z. B. kept und keeped, saw und seed).

## Kommunikationsregeln
Um eine erfolgreiche Kommunikation zu gewährleisten, wurden auch Regeln für das kommunikative Verhalten im Gespräch aufgestellt. Metaphern und Kommunikationsstrategien sollen vermieden werden, um eine empathische und respektvolle interkulturelle Kommunikation zu gewährleisten und somit Missverständnisse und einen Zusammenbruch des Gesprächs zu vermeiden.

## Ziele und Methoden
Englisch soll als eine Lingua franca, als Sprache für die interkulturelle Kommunikation, dienen. Basic Global English soll hierbei ein effektiver Ansatz sein, um Grundkenntnisse des Englischen als Lingua franca zu erwerben. Basic Global English soll im internationalen Kontext gebraucht werden können und garantiert daher auch internationale Anwendbarkeit. Es handelt sich hierbei zwar um ein auf das Wesentliche reduziertes bzw. auch stark vereinfachtes Englisch, aber nicht um ein "künstliches" Englisch. Vielmehr handelt es sich um natürliches Englisch, das auch nicht standardisierte Elemente beinhaltet. Um Effizienz zu erreichen, sollte Basic Global English in der Muttersprache des Lerners gelehrt werden. Zudem sollen den Lernern mit Basis Global English linguistische, soziale und methodologische Grundkenntnisse vermittelt werden, auf deren Basis eine spätere Feinabstimmung und Weiterentwicklung der Sprachkenntnisse möglich sein sollen.